# Xenophyrama
Xenophyrama is een kevergeslacht uit de familie van de boktorren (Cerambycidae). De wetenschappelijke naam van het geslacht werd voor het eerst geldig gepubliceerd in 1884 door Bates.

## Soorten
Xenophyrama is monotypisch en omvat slechts de volgende soort:
- Xenophyrama purpureum Bates, 1884